# Dramatic Duologues; Four Short Plays in Verse (Masters)
Dramatic Duologues; Four Short Plays in Verse – tom poetycko-dramatyczny amerykańskiego poety Edgara Lee Mastersa, opublikowany w 1934 w Nowym Jorku nakładem oficyny Samuela Frencha. Zawiera cztery sztuki dla dwojga aktorów, Henry VIII and Ann Boleyn, Andrew Jackson and Peggy Eaton, Aaron Burr and Madam Jumel i Rabelais and the Queen of Whims. Trzy pierwsze są zgodnie z podtytułem napisane wierszem białym, czwarta natomiast w większości prozą.